# Орден Святого Херменегильдо
Королевский военный орден Святого Херменегильдо (Real y Militar Order de San Hermenegildo) – королевский рыцарский орден Королевства Испания.

## История
Королевский военный орден Святого Херменегильдо был основан в 1814 году королем Испании Фердинандом VII. Испанский трон доставался ему дважды, и оба раза в этом, так или иначе, принимали участие войска Наполеона. Фердинанд был сыном испанского короля Карла IV и его супруги Марии Луизы. За спиной своего отца Фердинанд вел переговоры с Наполеоном; после вторжения французских войск на территорию Испании и отречения Карла IV от престола в 1808 году он был провозглашен королем и занял трон. Правление Фердинанда было недолгим – чуть более двух месяцев. Вскоре Наполеон вынудил и его отречься от престола, который предоставил своему старшему брату Жозефу. Фердинанд реагировал на такой поворот в своей судьбе вяло. Хотя антибонапартисты по-прежнему считали его законным правителем Испании, Фердинанд не предпринимал никаких действий, чтобы оправдывать этот неофициальный статус.
Вернуть себе престол ему удалось в 1813 году лишь после окончательного разгрома наполеоновских войск. Вскоре после этих событий Фердинанд и занялся новым орденом. Его небесным покровителем стал знаменитый испанский святой Херменегильдо (Герменегильд),  католик, возглавивший восстание против своего отца, короля вестготов Леовигильда (по вероисповеданию христианина-арианина) и взятый им в плен. В 585 году в Таррагоне он предпочел мученическую смерть отречению от веры и был канонизирован папой Сикстом V в тысячелетнюю годовщину его смерти. 
Орден вручается только военным за конкретные боевые подвиги или по выслуге лет. Орденом следующего класса награждали после нескольких лет безупречной службы. Спустя десять лет после награждения кавалеры ордена начинали получать регулярное вознаграждение до конца своей действительной службы.
Первое награждение орденом состоялось в 1815 году. В последующем в статут награды вносились изменения и дополнения в 1860, 1879, 1951, 1994 и 2000 годах. 

## Классы
Орден имеет три класса: 
- Большой крест – знак ордена на чрезплечной ленте и звезда на левой стороне груди.
- Офицер – знак ордена на шейной ленте и звезда на левой стороне груди.
- Рыцарь – знак ордена на шейной ленте.

Также имеется почётный крест ордена.
| Кавалер Большого креста | Офицер | Рыцарь | Почётный крест |
|                         |        |        |                |
|                         |        |        |                |

## Описание
Знак ордена – равноконечный золотой крест белой эмали. В центре креста находится круглый медальон синей эмали с каймой тёмно-синей эмали. В медальоне золотое изображение святого на лошади, которая скачет в правую сторону. На кайме золотыми буквами девиз ордена: PREMIO A LA CONSTANCIA MILITAR («За воинскую стойкость»). На оборотной стороне креста медальон не покрыт эмалью. На нем надпись: FVII («Фердинанд VII»). Знак при помощи переходного звена в виде королевской короны крепится к орденской ленте.
Орденская лента шёлковая муаровая белого цвета с широкой пурпурной полосой по центру и тонкими пурпурными полосками по краям.
Звезда ордена – золотой фасетчатый мальтийский крест, концы лучей которого украшены шариками. Между лучами фасетчатые пучки серебряных лучей. На центральном медальоне золотое изображение святого на коне. Вокруг на кайме белой эмали девиз, окруженный двумя лавровыми ветвями зелёной эмали. 